# Керем Бурсин
Керем Бурсин (тур. Kerem Bürsin; Истанбул, 4. јун 1987) је турски глумац и модел.

## Биографија
Рођен је 4. јуна 1987. у Истанбулу, од мајке Чигдем и оца Памира. Има старију сестру Мелис која је професионални фотограф. Пошто је његов отац водио међународну компанију, често су се селили, па су тако живели у земљама попут Индонезије, Малезије, Шкотске, Уједињених Арапских Емирата, Сједињених Држава... Живот у различитим деловима света обликовао је Керема као свестрану особу, надахњујући код њега различите интересе, познавање и поштовање различитих култура. 2002. године, породица се преселила у Тексас, где његови родитељи и данас живе. Током средњошколског периода основао је рок бенд са пријатељима са којима је одржао бројне концерте у Тексасу, након чега је показао успех и на музичком пољу. Тамо је развио и интересовање за глуму, па је тако стекао многе награде док је глумио у позоришном клубу, укључујући и награду за најбољег глумца савезне државе Тексас.

## Каријера
После завршене средње школе, преселио се у Бостон због универзитетског образовања, где је, према очевој жељи, студирао маркетинг и комуникације са фокусом на односе са јавношћу, на колеџу Емерсон. Међутим, играјући улоге у бројним студентским филмовима и представама, пажњу у кампусу стекао је као глумац. Почео је да се фокусира на студије глуме и завршио је последњи семестар колеџа у Лос Анђелесу.
Бурсин, који је свој глумачки потенцијал развијао похађајући приватну и професионалну глумачку обуку, посебно је истицао значај позоришта и увек је прибегавао даљем усавршавању бавећи се овом уметношћу. Након што је завршио факултет, преселио се у Лос Анђелес, који ће му понудити много прилика на глумачком пољу. Овде је и почео да глуми у тамошњим холивудским пројектима, између осталог и у филмовима америчког продуцента и добитника почасног Оскара, најпознатијег по нискобуџетним хорор и акционим филмовима Б класе, Роџера Кормана. Сваке године, током летњих празника, долазио је код баке у Турску. Две године је студирао глуму код Каролин Пикман и Ерика Мориса, једних од најтраженијих професора глуме, чији су ученици били и Арнолд Шварценегер и Џек Николсон. Иако из добростојеће породице, док није постао глумац, у Америци је променио много послова. Једно време је радио у теретани, где је био задужен за хигијену и чисте пешкире. Потом је радио као возач, конобар, а известан период је чак чистио тоалете.
Након тога је одлучио да се привремено пресели у свој родни град, Истанбул. Тамо је на венчању код рођака упознао Гаје Сокмен, власницу агенције за управљање глумачким талентима и планирање каријере, која му је помогла да се пробије у свет глуме у Турској. Добар изглед, темперамент и таленат створили су велику базу обожавалаца, те је његова каријера кренула великим полетом. Керем је своје прво глумачко искуство у Турској имао у серији Чекајући сунце која је емитована 2013. године. У њој је тумачио улогу средњошколског бунтовника Керема Сајера, са Емреом Кинајем и Ханде Догандемир у главним улогама, а серија је привукла много пажње. Са овим пројектом постао је један од најпопуларнијих мушких глумаца турске телевизије, што се показало кроз много филмских и рекламних понуда широм земље, источне Европе и Блиског истока.
2014. године закорачио је у свет кинематографије са улогом у филму Unutursam Fısılda (срп. Шапни ако заборавим) у режији Чагана Ирмака. Ова мала, али важна улога, донела му је још више признања и награда. Исте године се удружује са режисером Алтаном Донмезом у новој телевизијској сезони, а у питању је била серија 
Şeref Meselesi (срп. Питање части) која је изазвала много интересовања код публике, иначе турски римејк чувене италијанске мафијашке ТВ серије L'onore e il Rispetto. Ипак, много је критичара било скептично по питању тога да ли ће Бурсин успети да изведе улогу Јигита Килича, лошег момка који ће се увући у живот турске мафије, где ће га освета натерати да дође до самог врха мафијашког клана. Остављајући критичаре изненађеним и поново стекавши наклоност публике, серија је постала хит.
Исте године, постао је заштитно лице турске компаније 
Турксел за комуникацију, а појавио се и у рекламама за Липтон чај, заједно са Ханде Догандемир. Добио је признање Звезда у успону од стране турског издања часописа GQ. Године 2015, постао је заштитно лице бренда џинса Mavi, заједно са својом тадашњом девојком, познатом турском глумицом, Серенај Сарикајом. Од 2016-2017. био је рекламно лице марке Најки. Године 2017. глумио је Дмитрија у првој турској интернет серији о вампирима, Yaşamayanlar (срп. Беживотни), која се емитовала на онлајн платформи BluTv.
Године 2020, тумачи улогу Серкана Болата у романтичној комедији Покуцај на моја врата, која је стекла сјајан успех међу домаћом и иностраном публиком. Занимљивост је да је глумац претходно планирао да пословно отпутује у САД, али је због пандемије вируса корона био приморан да остане у земљи, након чега је и прихватио понуду за овај пројекат. Исте године је постао заштитно лице компаније спортске опреме Under Armour. Са колегиницом из серије, Ханде Ерчел, нашао се на насловници специјалног издања Hello! магазина за јануар 2021. Заједно су наступили као специјални гости и у новогодишњем издању музичког такмичења "O Ses Türkiye", турске верзије The Voice-а. На одржаној додели студентских награда Техничког универзитета Јилдиз, добитник је Златне звезде за најбољег телевизијског глумца. Заједно са Ханде освојио је и многобројне награде, укључујући и  „Altin Kelebek Pantene", за најбољи серијски пар године.
Током 2021. године поново постаје заштитно лице компаније „Lipton" и снима још једну рекламу за „BMW" аутомобиле. 18. марта 2022. је присуствовао филмском фестивалу у Малаги где је добио многобројне овације од фанова који су се скупили да га дочекају. На истом фестивалу је имао прилику да упозна шпанску и холивудску звезду Антонија Бандераса са којим је започео и пословну сарадњу. Поред турског и енглеског, течно говори и француски језик.

## Филмографија
| Година:    | Српски назив:         | Оригинални назив: | Улога:                  | Жанр:               |
| ---------- | --------------------- | ----------------- | ----------------------- | ------------------- |
| 2020-2021. | Покуцај на моја врата |                   | Серкан Болат            | серија              |
| 2020-      | Тачно је тачно        |                   | Дениз                   | интернет серија     |
| 2020.      | /                     |                   | Ефлатун                 | филм                |
| 2018-2019. | Величанствени дуо     |                   | Мустафа Керим Џан       | серија              |
| 2018.      | Беживотни             |                   | Дмитри                  | интернет серија     |
| 2018.      | /                     |                   | Онур Кескин             | филм                |
| 2018.      | /                     |                   | Ферхат                  | филм                |
| 2017.      | Сенке града           |                   | Али Смит                | серија              |
| 2014.      | /                     |                   | Ерхан                   | филм                |
| 2014-2015. | Питање части          |                   | Јигит Килич             | серија              |
| 2014.      | /                     |                   | Јигит Килич             | серија              |
| 2013-2014. | Чекајући сунце        |                   | Керем Сајер/Гунеш Сајер | серија              |
| 2013.      | /                     |                   | Адам                    | филм                |
| 2010.      | /                     |                   | Енди Флин               | филм                |
| 2010.      | /                     |                   | Енди                    | филм                |
| 2008.      | /                     |                   | Ленокс                  | краткометражни филм |
| 2007.      | /                     |                   | Крег Белмонт            | краткометражни филм |
| 2007.      | /                     |                   | Тревис                  | филм                |
| 2006.      | /                     |                   | Макалестер              | краткометражни филм |
| 2006.      | /                     |                   | Граус                   | филм                |